# Imaginary Mary
Imaginary Mary est une série télévisée américaine en neuf épisodes de 22 minutes créée par Adam F. Goldberg, David Guarascio et Patrick Osborne, diffusée entre le 29 mars et le 30 mai 2017 sur le réseau ABC.
Cette série est inédite dans tous les pays francophones.

## Distribution

### Acteurs principaux
- Jenna Elfman : Alice
- Rachel Dratch : Mary (voix off)
- Stephen Schneider (en) : Ben Cooper
- Erica Tremblay : Bunny Cooper
- Matreya Scarrwener : Dora Cooper
- Nicholas Coombe : Andy Cooper

### Invités
- Brett Pierce : Gabe (épisode 4)
- Natalie Morales : Rebecca (épisode 5)
- Sarah Desjardins : Melissa (épisode 6)
- Lauren Stamile : Renee (épisode 7)
- Rachel Dratch : Postal Worker (épisode 8)
- William Belleau : Man (épisode 8)

## Production

### Développement
Le 6 octobre 2015, ABC commande officieusement un épisode pilote, du projet de série. Puis, le 21 janvier 2016, elle officialise la commande du pilote pour la saison 2016/2017.
Le 12 mai 2016, le réseau ABC annonce officiellement après le visionnage du pilote, la commande du projet de série avec une commande initiale de treize épisodes, pour une diffusion lors de la saison 2016 / 2017.
Le 17 mai 2016, lors des Upfronts 2016, ABC annonce la diffusion de la série pour le premier semestre 2017.
Le 28 septembre 2016, ABC réduit sa commande de treize à neuf épisodes.
Le 10 janvier 2017, le réseau ABC annonce la date de lancement de la série au 29 mars 2017.
Le 11 mai 2017, la série est annulée.

### Casting
L'annonce de la distribution a débuté le 22 février 2016, avec l'arrivée de Stephen Schneider, dans le rôle de Ben. Le 23 février 2016, il est rejoint par Jenna Elfman qui obtient le rôle de Alice. Le même jour Nicholas Coombe, Matreya Scarrwener et Erica Tremblay sont annoncés au sein de la distribution.

## Épisodes
1. Pilot
2. The Mom Seal
3. The Parent-y Trap
4. Prom-Com
5. In a World Where Worlds Collide
6. Alice the Mole
7. The Ex X Factor
8. Last Dance with Mary
9. Sleep Over